# مكان مبهم
المكان المبهم عبارة عن مكان له اسم نسميه به، بسبب أمر داخل في مسماه؛ كالخلف، فإن تسمية ذلك المكان بالخلف إنما هو بسبب كون الخلف في جهة، وهو غير داخل في مسماه. والمكان المبهم هو المفسر بالجهات الست، وهي أمام وخلف ويمين وشمال وفوق وتحت وما في معناها كالقدام وغير ذلك.